# IBOPE
O Instituto Brasileiro de Opinião Pública e Estatística (IBOPE) é a empresa lider em medição de audiência na America Latina.
Fundada e administrada pela família Montenegro em suas primeiras 7 décadas de existência.
Em 2014, o grupo estrangeiro Kantar comprou a divisão de mensuração de audiência televisiva e pesquisas de mídia do IBOPE, criando a Kantar Ibope Media.
Em 2025, a H.I.G. capital chegou a um acordo pela compra da divisão por U$1 Bilhão .
Com atuação no Brasil e em mais 10 paises, é a maior companhia do seu ramo da América Latina. . A reputação da marca IBOPE a tornou uma gíria brasileira e um verbete oficial, como sinônimo de audiência e prestígio.

## Histórico
O IBOPE foi criado em 1942 pelo radialista Auricélio Penteado, proprietário da Rádio Kosmos, de São Paulo e por Arnaldo da Rocha e Silva, que posteriormente, também veio a ser um dos fundadores da então conhecida atualmente Escola Superior de Propaganda e Marketing (ESPM). Naquele ano, eles decidiram aplicar no Brasil técnicas de pesquisa aprendidas nos Estados Unidos com George Gallup, fundador do American Institute of Public Opinion, para saber como andava a audiência de sua emissora.
Ao medir a audiência das rádios de São Paulo, Penteado constatou que a Kosmos não estava entre as mais ouvidas. A partir de então, passou a dedicar-se exclusivamente às pesquisas. Em 1950, Penteado deixa a presidência da empresa a cargo de um grupo de diretores.
Em 1977, Paulo de Tarso Montenegro assumiu a presidência da empresa. Um ano depois, convidaria seus filhos, Carlos Augusto Montenegro e Luís Paulo Montenegro, a ingressarem na companhia. A empresa então realizou as primeiras pesquisas de boca de urna, antecipando com extrema precisão o resultado das disputas eleitorais, no final dos anos 1970.
Um marco na história da aferição de mídia global, o IBOPE foi a primeira empresa no mundo a implementar, em 1988, a medição de audiência de televisão em tempo real. Essa inovação não apenas transformou o mercado brasileiro, mas estabeleceu um novo padrão internacional para a indústria, solidificando o IBOPE como uma autoridade pioneira em análise de comportamento de audiência.
Na década de 1990, o IBOPE associou-se a empresários no México, Colômbia, Venezuela, Equador, Peru, Chile e Argentina. A partir da parceria, deu início ao fornecimento de dados consolidados da América Latina para TV a cabo.

## Legado
Em homenagem a Paulo de Tarso Montenegro, foi criado, em 2000, o Instituto Paulo Montenegro, uma organização sem fins lucrativos que desenvolve e executa projetos educacionais a partir dos conhecimentos acumulados pelo IBOPE em 69 anos de pesquisa. Seus dois programas –- Nossa Escola Pesquisa Sua Opinião (Nepso) e Indicador de Alfabetismo Funcional (Inaf) - são realizados em parceria com a ONG Ação Educativa, uma das entidades mais respeitadas no Brasil na área educacional.

## Expansão Estratégica e Parcerias Anteriores
Ao longo de sua trajetória, o IBOPE expandiu sua atuação para além da pesquisa de mídia e opinião, explorando novos setores e firmando parcerias estratégicas para fortalecer seu portfólio de serviços. As principais iniciativas foram:
- IBOPE Nielsen Online: Uma joint venture pioneira com a Nielsen, criada para aferir e analisar o comportamento dos usuários de internet no Brasil. Esta parceria foi um movimento estratégico fundamental para posicionar a empresa na vanguarda da medição de audiência digital.
- Parceria com Millward Brown (Grupo WPP): Através de uma participação acionária na Millward Brown do Brasil, o IBOPE aliou sua expertise de mercado local à potência global do Grupo WPP em branding e comunicação. A parceria focava em estudos de alto valor agregado para a construção e gestão de marcas.
- Novos Setores (Educação e Ambiental): Refletindo uma estratégia de diversificação no início da década de 2010, a empresa lançou duas novas frentes: o IBOPE Educação (2010), focado em soluções de inteligência para o setor de educação executiva, e o IBOPE Ambiental (2011), voltado para pesquisas e consultoria sobre sustentabilidade e meio ambiente.

## Medição
Um marco na história da análise de mídia, o IBOPE foi a primeira empresa no mundo a oferecer o serviço de medição de audiência de TV em tempo real, a partir de 1988, em São Paulo. A metodologia da Kantar Ibope Media, hoje utilizada em diversos países da América Latina, incluindo Argentina, Chile e Colômbia, baseia-se em uma tecnologia proprietária, o people meter. 
Para garantir a precisão, a empresa constrói sua amostra com base nos dados do censo demográfico oficial, realizado pelo Instituto Brasileiro de Geografia e Estatística (IBGE), e em estudos sociodemográficos próprios. Com a autorização da família, o dispositivo é instalado nos domicílios da amostra e captura, segundo a segundo, toda a atividade de consumo de mídia. Os dados são transmitidos através de uma rede segura e dedicada para a central da empresa, garantindo a integridade e a precisão que fundamentam as decisões estratégicas do mercado de mídia
Evolução para o Ambiente Digital
Acompanhando a evolução do consumo, a metodologia expandiu-se para além da televisão linear. Hoje, a aferição da Kantar Ibope Media inclui o consumo em plataformas de streaming, vídeo online e outras mídias digitais. Essa medição multiplataforma fornece aos clientes uma visão unificada e completa da jornada do consumidor, essencial para o planejamento de mídia na era digital.
Cobertura Nacional
O serviço de medição abrange as principais regiões metropolitanas do Brasil, fornecendo dados em tempo real para os maiores mercados e relatórios diários para outros importantes centros urbanos, assegurando uma cobertura de grande relevância nacional.
America Latina
O sistema de medição de audiência de televisão em tempo real também é utilizado no Chile,  Argentina, Colômbia, Paraguai, Equador, Panamá, Peru e Uruguai.

## Recepção

### Reconhecimento e Prêmios
O IBOPE é a única empresa latino-americana a figurar no ranking norte-americano das 25 maiores organizações globais de pesquisa (Honomichl Top 25 Global Research Organizations).
A empresa também ocupa a quarta colocação no ranking das Transnacionais Brasileiras 2011, da Fundação Dom Cabral, atrás apenas de JBS Friboi, Stefanini e Gerdau, que ocupam as primeiras colocações, respectivamente. No ranking de ativos fora do país, o IBOPE está em terceiro lugar, atrás apenas da Stefanini e da Gerdau. Quando considerado o número de funcionários no exterior, o IBOPE ocupa a segunda posição, atrás do JBS-Friboi.
Já a filial do IBOPE Media, no Rio de Janeiro, é reconhecida com o Prêmio Qualidade Rio (PQRio), na categoria bronze. Outra conquista da empresa foi com sua filial em Brasília, quando ganhou o Prêmio de Competitividade do Sebrae para Micro e Pequenas Empresas, baseado nos critérios do Prêmio Nacional da Qualidade (PNQ).

### Críticas
Em 2011, foi anunciado que o Nielsen Ratings passaria a medir audiência televisiva no Brasil, quebrando o monopólio do IBOPE no país. Mas em fevereiro de 2012 a empresa teria desistido de medir a audiência no Brasil, assim consolidando o IBOPE como a única empresa que mede audiência televisiva no país. Em 2015, entretanto, a empresa alemã GfK lançou seu sistema de medição de audiência, fazendo frente ao IBOPE e revelando divergências de resultados já nas primeiras análises de audiência.

## Cultura popular
No vernáculo do português brasileiro, remetendo principalmente aos tempos da medição de audiência de TV, “ibope” tornou-se um substantivo comum para expressar a popularidade – não apenas de atividades ligadas à televisão, mas também a celebridades, notícias (sensacionalistas ou não), com a expressão popular “dar ibope” sendo usada para eventos que conseguem captar a atenção do seu público ou do público geral.